# حريبة كيار (الرقة)
حريبة كيار قرية سورية تتبع ناحية المنصورة في منطقة الثورة في محافظة الرقة. بلغ عدد سكانها 82 نسمة في عام 2004 حسب إحصاء المكتب المركزي للإحصاء.